# Евлеборг
Е́влеборг (швед. Gävleborgs län) — лен, расположенный на балтийском побережье в центральной Швеции. Административный центр — город Евле. Граничит с ленами Емтланд, Уппсала, Вестманланд (в одной точке), Даларна и Вестерноррланд.
Территория лена в основном соответствует историческим провинциям Естрикланд и Хельсингланд, однако также включает небольшой участок провинции Даларна. В то же время, небольшие участки Естрикланда и Хельсингланда относятся к другим ленам.

## Административное деление
Лен состоит из 10 коммун:
- Болльнес, центр — Болльнес
- Евле, центр — Евле
- Хуфорс, центр — Хуфорс
- Худиксвалль, центр — Худиксвалль
- Юсдаль, центр — Юсдаль
- Нурданстиг, центр — Бергшё
- Оккельбу, центр — Оккельбу
- Ованокер, центр — Эдсбюн
- Сандвикен, центр — Сандвикен
- Сёдерхамн, центр — Сёдерхамн

## Персоналии
- Стиг Шёдин — шведский писатель.
- Сюдов, Оскар Фредрик фон — губернатор лена.
- Томас Бролин - шведский футболист.